# Яцюк Вячеслав Вікторович
Вячеслав Вікторович Яцюк (нар. 11 вересня 1969) — український дипломат. Надзвичайний і Повноважний Посол України в Руанді (з 2024). Надзвичайний і Повноважний Посол України в Норвегії (2016—2022).

## Біографія
Народився 11 вересня 1969 року на Чернігівщині. З 1971 року живе у м. Київ. У 1995 році закінчив з відзнакою Інститут міжнародних відносин Київського національного університету імені Тараса Шевченка. Володіє англійською, російською та французькою мовами. Одружений, має сина та дочку.
У 1987—1989 рр. проходив строкову військову службу у складі повітрянодесантних військ, брав участь у бойових діях в Афганістані.
У 1995—1997 рр. — аташе, третій секретар відділу політичних питань Управління міжнародних організацій МЗС України.
У 1997—2000 рр. — третій секретар, другий секретар, перший секретар Постійного представництва України при ООН. З 1997 по 1998 — радник з політичних питань Голови 52-ї сесії Генеральної Асамблеї ООН. У 2000—2001 рр. — альтернативний представник України в Раді Безпеки ООН.
У 2000—2005 рр. — головний консультант, заступник керівника управління, керівник управління, заступник керівника Головного управління з питань зовнішньої політики Адміністрації Президента України. Протягом цього періоду був членом низки міжурядових структур, у тому числі Комітету з питань співробітництва між Україною та Європейським Союзом, Українсько-Американського комітету з питань зовнішньої політики, Українсько-Британського консультативного механізму та інших.
У 2005—2009 рр. — радник, радник-посланник  Посольства України у Великій Британії.
У 2009—2012 рр. — радник-посланник Посольства України в Російській Федерації. 
У 2012—2014 рр. — директор Політичного департаменту МЗС України.
У 2012—2013 рр. — керівник Робочої групи МЗС України із забезпечення підготовки та здійснення головування України в ОБСЄ у 2013 році,  заступник керівника Робочої групи МЗС України з підписання Угоди про асоціацію між Україною та ЄС.
У 2013 р. — секретар Організаційного комітету з підготовки та проведення 5-6 грудня 2013 р. у м. Києві Міністерського засідання ОБСЄ.
З 18 червня 2016 до 9 липня 2022 року — Надзвичайний і Повноважний Посол України в Королівстві Норвегія.
З 21 грудня 2024  — Надзвичайний і Повноважний Посол України в Республіці Руанда.

## Нагороди та відзнаки
- Орден Данила Галицького (2004)
- Медаль «За працю і звитягу» (2008)
- Медаль «За бойові заслуги» (1988)
- Нагрудний знак МЗС України «За відданість дипломатичній службі» (2013)